# 王室生命条款
王室生命条款（英語：Royal Lives Clause）指的是一种合同条款，规定必须在与当前在世王室成员的寿命相关之特定期限内行使某项或某些特定权利。 具体来说，该条款通常会规定合同有效期至某人死亡后21年；而指定的人是指定君主的所有当前活着后裔中最后死去的人。

## 常见形式
一个常见的王室生命条款范例如下：
|  | 该选择权必须在本协议日期之前出生的所有查理三世国王陛下直系后裔中最后一位存世者去世21年后的期限结束前行使。 |

## 基本原理
该条款成为合同起草的一部分是为了响应法院制定的普通法规则，即“禁止永久权”。 该规则规定，未来对财产的任何处置必须在“生命周期加21年”内进行。该规则通常影响两种类型的交易：信托和获取财产的选择权。一般来说，此类转让必须在最长期限结束之前决定归属，否则授予将无效。根据旧的普通法，即使财产可能在最长期限结束后归属，那么交易也将无效；但现在大多数司法管辖区都根据法规采用了“观望”法律。
为了减轻普通法规则的严厉性，并最大限度地延长信托的存续期限，律师们开始起草所谓的王室生命条款。选择王室成员的生命年限是因为一方面人们认为如果是富裕的家庭，至少有一到两名成员可以活得相当长的一段时间；同时另一方面作为王室成员，后代将有合理确定的生活 。在实践中，通常会选择死去的君主，以最大限度地提高年限标准参考最近出生的直系王室成员之外的孙子或曾孙的可能性。

### 脚注
1. ↑  该条款起源于1682年的诺福克公爵案（英语：Duke of Norfolk's Case）。